# Dolasilla
Dolasilla è un personaggio della mitologia altoatesina, e più precisamente dell'epopea del regno dei Fanes, leggenda popolare nazionale dei ladini delle Dolomiti.

## La leggenda

### Nascita
Dolasilla è la bellissima figlia del re dei Fanes, re avido e assetato di potere, sempre alla ricerca di oro e di argento, metalli estratti dai nani silvani dalle miniere intorno Canazei. Quando tenta di derubare i nani delle loro ricchezze, Dolasilla, per compassione e paura della loro vendetta, restituisce loro i tesori rubati. In segno di gratitudine questi le regalano una pelliccia bianca scintillante e le predicono che diventerà una guerriera imbattibile se trasformerà la pelliccia in una corazza. Inoltre i nani avvertono Dolasilla che se la pelliccia dovesse cambiare colore, la fanciulla dovrà tenersi lontana dal campo di battaglia, altrimenti morirà. Infine fanno un altro regalo a Dolasilla: una polvere d'argento che se buttata nel lago d'Argento, permetterà al re di venire in possesso di un tesoro meraviglioso.
Il re, esaltato dal pensiero che sua figlia diventi una grande guerriera, fa sorvegliare giorno e notte il "lago d'Argento". Un giorno i suoi uomini vedono che il lago è ricoperto di canne d'argento e ne tagliano tredici per farne tredici frecce infallibili per Dolasilla.

### Dolasilla guerriera

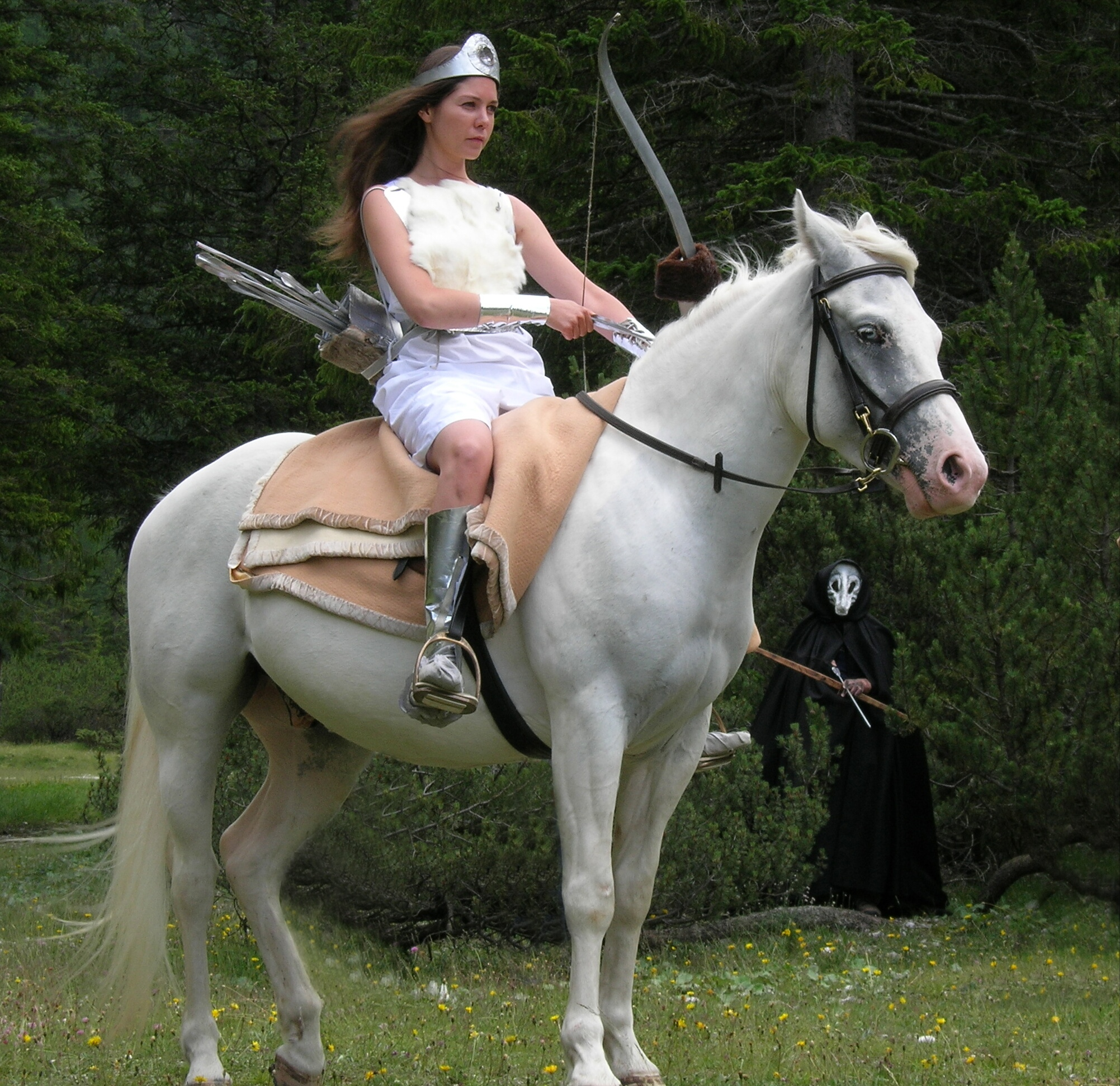
Dolasilla nel film Le Rëgn de Fanes di Susy Rottonara, Roland Verra e Hans Peter Karbon (2005)

Dolasilla guida l'esercito dei Fanes lungo una serie di vittorie. In una di queste il re la incorona guerriera. Secondo la versione di Karl Felix Wolff tale evento avvenne sul Plan de Corones, ma si tratta quasi certamente di un fraintendimento da parte dello scrittore del toponimo tedesco di Kronplatz, che è di uso recente, traslitterazione del toponimo ladino che ha tutt'altro significato. Nessuna tradizione antecedente al lavoro di Wolff conferma tale tradizione. Una notte, in sogno, le appare un nemico ucciso, che le predice che la sua fortuna non durerà per sempre, a meno che smetta di usare la magia delle frecce. Nonostante la sua paura e le preoccupazioni della madre, il re vuole però che la figlia rimanga al suo fianco nelle battaglie. Nella battaglia successiva, contro i Duranni guidati dall'alleanza nata tra il principe Ey de Net ("occhio della notte" in ladino) e lo stregone Spina de Mul ("scheletro d'asino" in ladino), il sogno prende forme reali: dall'arco di Spina de Mul scocca una freccia magica che ferisce Dolasilla. Ciononostante i Fanes vincono la battaglia. Ma Ey de Net è rimasto affascinato dalla bella principessa e decide che il suo destino è di rimanere accanto a lei, in vita ed in battaglia. A questo scopo si incammina verso i monti del Latemar, con lo scopo di farsi costruire uno scudo magico per Dolasilla dai nani fabbri che abitano la montagna. I nani costruiscono un enorme scudo che solo lui può portare, così si assicura di poter entrare nell'esercito dei Fanes.

### Dolasilla e Edl de Net
Ey de net si reca alla corte del re dei Fanes e chiede di essere arruolato. Il re è costretto ad arruolarlo, perché sa che la figlia è ormai in pericolo e che solo lui è in grado di proteggerla. Edl de Net diventa così la guardia del corpo in battaglia di Dolasilla. Dopo un'altra serie di vittorie, Ey de Net chiede la mano di Dolasilla, cosa che colpisce profondamente il re. Ciò gli fa tornare in mente le parole dei nani di Canazei: "Dolasilla avrà successo in battaglia solo fino a quando non si sposerà." Ma incurante del pericolo acconsente alle nozze, pretendendo però che Dolasilla continui a combattere. Mentre Dolasilla e Ey de Net coronano il loro sogno d'amore, il re tesse trame segrete con i popoli vicini. Dopo aver fatto combattere il suo popolo in così tante e sanguinose battaglie, alla fine il re decide di venderlo: raduna segretamente i popoli nemici (i Cajütes, i Cadubrenes, i Lastojeres, i Peleghetes, i Latrones) e gli promette che Dolasilla non apparirà in battaglia. Per ottenere ciò caccia semplicemente Ey de Net dal regno, sperando che Dolasilla si metta alla sua ricerca.

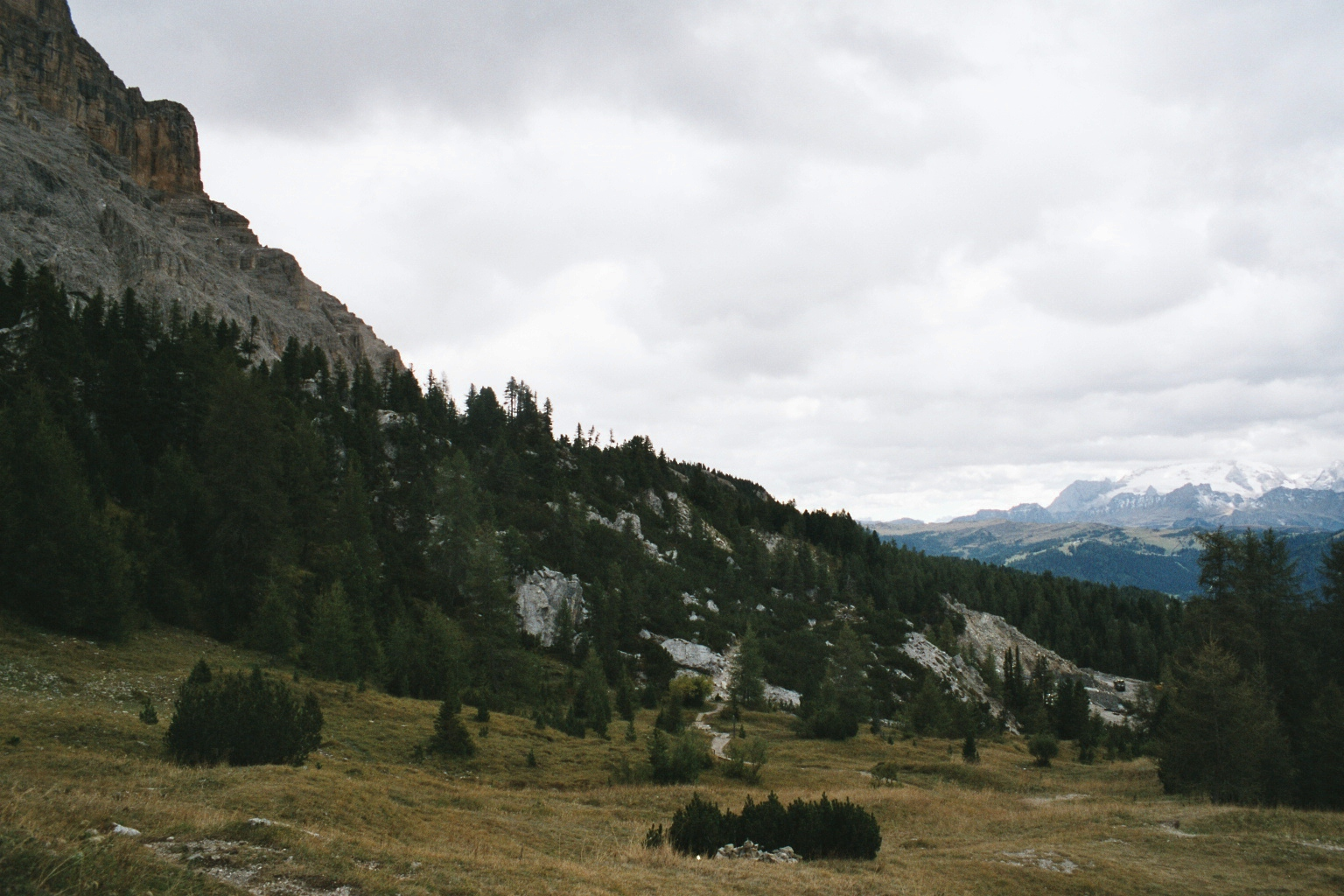
Il luogo dove si ritiene che Dolasilla abbia incontrato i tredici bambini.

Il re intanto va a nascondersi sul Lagazuoi, per vedere la sua gente morire a causa del re traditore. Dolasilla intanto vaga per i prati dell'Armentarola alla ricerca di Ey de Net, viene circondata da tredici bambini brutti e sporchi, che le chiedono di regalare loro qualcosa. Dolasilla, impaurita, regala ai bambini, in realtà demoni mandati da Spina de Mul, le tredici frecce fatate. La corazza di pelliccia d'ermellino muta improvvisamente colore e diventa rossa come il tramonto sulle Dolomiti, presagio di morte.
Ciononostante Dolasilla decide di guidare il suo popolo in quest'ultima battaglia, senza la protezione della corazza dei nani, senza la potenza delle frecce e senza l'aiuto di Ey de Net. Sui prati del Pralongià (lungo prato) infuria l'ultima battaglia per i Fanes. Tredici arcieri Cajütes sono equipaggiati con le frecce magiche ottenute con l'inganno da Spina de Mul. Come sempre, le frecce non mancano il loro bersaglio e trafiggono Dolasilla che cade a terra e, poco prima di morire, invoca Ey de Net. Con Dolasilla, muoiono le speranze di vittoria dei Fanes, che vengono sconfitti. Al re traditore non va meglio, perché l'alleanza con cui è in combutta lo ritiene anch'essa un traditore. Infatti Dolasilla aveva combattuto, tradendo così il patto. Il re, sbeffeggiato dai suoi alleati e consapevole di aver mandato alla morte il suo popolo e la sua famiglia, capisce di essere un "falso re" e si trasforma in pietra, come i traditori e i falsi. Ancora oggi lo si può vedere, sotto il Lagazuoi, al Falzarego (fauza rego = falso re).

## Dolasilla oggi
La figura di Dolasilla è oggi molto presente nella cultura ladina. Infatti diversi alberghi e case dei vari paesi delle valli ladine portano questo nome.